# 대도시 (1963년 영화)
《대도시》(벵골어: মহানগর)는 1963년 개봉한 인도의 드라마 영화이다. 사티야지트 레이가 감독과 각본을 맡았으며, 나렌드라나트 미트라의 단편 소설 Abataranika 가 영화의 원작이다. 제14회 베를린 영화제 은곰상 감독상 수상작이다. 

## 출연
- 마다비 무케르지
- 아닐 차테르지
- 하라단 반도파드야이
- 자야 바찬
- 자야 바두리

## 기타
- 미술: 반시 찬드라굽타

## 같이 보기
- 제36회 아카데미상 외국어영화상 출품작 목록